# Clelia Laviosa
Clelia Laviosa (geboren am 30. August 1928 in Rom; gestorben am 20. Februar 1999 ebenda) war eine italienische Klassische Archäologin und Etruskologin.

## Leben
Clelia Laviosa wurde an der Universität Rom lauriert und im Anschluss 1954 Stipendiatin der Scuola Archeologica Italiana in Athen. Im Jahr 1958 trat sie die Stelle eines Inspektors an der Soprintendenza alle Antichità dell’Etruria in Florenz an. Bereits im folgenden Jahr wurde sie Leiterin der Ausgrabungen in der etruskischen Stadt Rusellae – eine Verantwortung, die sie bis in die Mitte der 1970er-Jahre wahrnahm. Die libera docenza für Klassische Archäologie sowie griechische und römische Kunstgeschichte erhielt sie im Jahr 1964, in dem sie auch ordentliches Mitglied des Istituto Nazionale di Studi Etruschi ed Italici wurde.
Von 1969 bis zu ihrer Ernennung zum Soprintendente alle Antichità della Liguria im Jahr 1973 war sie mit Unterbrechungen Mitarbeiterin an der Scuola Archeologica Italiana di Atene. 1975 folgte der Wechsel zur Soprintendenza Piemonts, die sie bis 1979 leitete. Während dieser Jahre war sie zudem Mitglied im Leitungsrat des Istituto di studi micenei ed egeo-anatolici. Schließlich übernahm sie die Leitung der Soprintendenza speciale am Museo Nazionale Preistorico Etnografico „Luigi Pigorini“. 1983 folgte der Wechsel an das Ministero per i beni culturali e ambientali, an dem sie als archäologische Zentralinspektorin angestellt wurde. Sie repräsentierte 1987 Italien im Comité du patrimoine culturel des Europarats. 1992 wurde sie Koordinatorin des technischen Dienstes für Anthropologie und Paläopathologie am Ministerium.
Neben ihrer Ausgrabung in Rusellae nahm Clelia Laviosa an den Ausgrabungen Doro Levis, von 1947 bis 1976 Leiter der Scuola Archeologica Italiana di Atene, im kretischen Phaistos und im karischen Iasos teil. In Iasos übernahm sie bereits 1972 selbstständig die Grabungsleitung, die sie bis 1984 innehatte. So bildeten Fragestellungen der ägäischen Archäologie, insbesondere die Beziehungen zwischen Karien und Kreta während der Bronzezeit, einen der Forschungsschwerpunkte Clelia Laviosas. Zu Iasos hat sie den umfangreichen und dichten Artikel für die Enciclopdia dell’Arte Anticha verfasst. Zuvor hatte sie ihr Forschungsinteresse auf Fragen der etruskischen Kunst und Kultur konzentriert. Hier hatte sie Untersuchungen in der chiusinischen Nekropole von Poggio Renzo, zu den Mauern der Stadt und zum großen Tumulus von Poggio Gaiella durchgeführt. Während dieser Zeit organisierte sie 1964 auch die Ausstellung Scultura tardo-etrusca di Volterra im Palazzo Strozzi in Florenz, die im Jahr darauf auch im Palais des Beaux-Arts in Brüssel gezeigt wurde.